# 硝酸銅(II)
硝酸銅(II)（しょうさんどう(II)、Copper(II) nitrate）は、化学式がCu(NO3)2の無機化合物である。単に硝酸銅といえばこの硝酸銅(II)を指す。無水物の外見は青色の結晶。水和物も青色で、学校などでダニエル電池の演示実験に用いられる。

## 構造と性質
無水物と水和物の違いは結晶水の効果によって説明される。

### 無水物
鮮やかな青色の揮発性の固体で、真空中では昇華する。気相ではCu中心が4個の酸素原子に囲まれた平面四角形構造をとり、凝縮させるとポリマー化する。
|                                        |
| 気相での硝酸銅モノマーのおおよその寸法 |

### 水和物
Cu(NO3)2(H2O)2.5はCu中心が水と硝酸イオンに囲まれた正八面体構造をとる。この水和物は約170℃で酸化銅(II)と二酸化窒素と酸素に分解する。
{\displaystyle {\ce {2Cu(NO3)2 -> 2CuO\ + 4NO2\ + O2}}}

## 合成と反応
Cu(NO3)2は金属銅を四酸化二窒素で処理することによって得られる。
{\displaystyle {\ce {Cu\ + 2N2O4 -> Cu(NO3)2\ + 2NO}}}
水和物は無水物の加水分解か、金属銅を硝酸銀水溶液または希硝酸で処理することによって得られる。
{\displaystyle {\ce {Cu\ + 4HNO3 -> Cu(NO3)2\ + 2H2O\ + 2NO2}}}
硝酸銅を熱することによって発生した気体を水に通すことによって硝酸が生成する。これはオストワルト法の最終段階に似ている。
{\displaystyle {\ce {2Cu(NO3)2 -> 2CuO\ + 4NO2\ + O2}}}
{\displaystyle {\ce {3NO2\ + H2O -> 2HNO3\ + NO}}}